# Gana Perú
Gana Perú fue una coalición electoral peruana liderada por el Partido Nacionalista Peruano, constituida el 10 de diciembre de 2010, para presentar a Ollanta Humala como candidato a la presidencia en las Elecciones Generales de 2011.

## Historia

### Antecedentes
En las Elecciones Generales de 2006 participaron cuatro organizaciones políticas de izquierda (Concertación Descentralista, Movimiento Nueva Izquierda, Partido Socialista y Unión por el Perú), sin poder superar la valla electoral (5%) a excepción de Unión por el Perú, que consiguió el 30.62% de los votos en primera vuelta y con ello el primer lugar, sin embargo en la segunda vuelta fue derrotado por el Partido Aprista. UPP había prestado su inscripción en el Registro de Organizaciones Políticas, para permitir la postulación de Ollanta Huamala, quien no había podido conseguir las firmas requeridas para inscribir el Partido Nacionalista.
El auspicioso resultado de Ollanta Humala hizo evidente la necesidad de unir las fuerzas políticas de izquierda y progresistas en un solo frente electoral para afrontar el siguiente proceso electoral.

### Integrantes
Los partidos y movimientos políticos integrantes de la alianza electoral Gana Perú son:
| Partido | Partido                           | Ideología principal    | Líder                       |
| ------- | --------------------------------- | ---------------------- | --------------------------- |
|         | Partido Nacionalista Peruano      | Nacionalismo           | Ollanta Humala              |
|         | Partido Socialista                | Progresismo            | Javier Diez Canseco         |
|         | Partido Comunista Peruano         | Socialismo democrático | Luis Villanueva Carbajal    |
|         | Partido Socialista Revolucionario | Populismo de izquierda | Leónidas Rodríguez Figueroa |
|         | Movimiento Voz Socialista         | Sindicalismo           |                             |
|         | Lima para Todos                   | Humanismo              |                             |

## Elecciones generales 2011
En la primera vuelta de las Elecciones Generales de 2011 obtuvo 4,643,064 votos válidos (31.72%) y 47 escaños en el Congreso de la República. 
| Candidatos     | Candidatos         | Candidatos         |
| Presidencia    | 1º Vicepresidencia | 2º Vicepresidencia |
| -------------- | ------------------ | ------------------ |
| Ollanta Humala | Marisol Espinoza   | Omar Chehade       |

#### Congresistas Electos
| Región          | Nombre                      | Número de Votos | Partido Politico             |
| --------------- | --------------------------- | --------------- | ---------------------------- |
| Amazonas        | Eduardo Nayap Kinin         | 17,556          | Partido Nacionalista Peruano |
| Áncash          | Fredy Otárola               | 24,828          | Partido Nacionalista Peruano |
| Apurímac        | Jhon Reynaga Soto           | 12,921          | Partido Nacionalista Peruano |
| Arequipa        | Ana María Solórzano         | 54,471          | Partido Nacionalista Peruano |
| Arequipa        | Justiniano Apaza            | 51,332          | Independiente                |
| Arequipa        | Tomás Zamudio Briceño       | 28,733          | Partido Nacionalista Peruano |
| Ayacucho        | José Urquizo Maggia         | 19,812          | Partido Nacionalista Peruano |
| Ayacucho        | Walter Acha Romani          | 15,087          | Partido Nacionalista Peruano |
| Cajamarca       | Jorge Rimarachín Cabrera    | 25,158          | Partido Nacionalista Peruano |
| Cajamarca       | Cristóbal Llatas Altamirano | 17,731          | Partido Nacionalista Peruano |
| Callao          | Rogelio Canches Guzmán      | 28,460          | Independiente                |
| Cuzco           | Verónika Mendoza            | 47,088          | Partido Nacionalista Peruano |
| Cuzco           | Hernán de la Torre          | 46,403          | Partido Nacionalista Peruano |
| Cuzco           | Rubén Coa Aguilar           | 43,720          | Partido Nacionalista Peruano |
| Cuzco           | Julia Teves Quispe          | 30,971          | Partido Nacionalista Peruano |
| Cuzco           | Agustín Molina Martínez     | 17,108          | Partido Nacionalista Peruano |
| Huancavelica    | Hugo Carrillo Cavero        | 15,533          | Independiente                |
| Huánuco         | Josué Gutiérrez Cóndor      | 29,655          | Partido Nacionalista Peruano |
| Ica             | Ana Jara Velásquez          | 48,877          | Partido Nacionalista Peruano |
| Ica             | Celia Anicama Ñañez         | 15,326          | Independiente                |
| Junín           | Johnny Cárdenas Cerrón      | 34,017          | Partido Nacionalista Peruano |
| Junín           | Doris Oseda Soto            | 32,146          | Partido Nacionalista Peruano |
| La Libertad     | Roberto Angulo Álvarez      | 24,512          | Partido Nacionalista Peruano |
| Lambayeque      | Martín Rivas Teixeira       | 32,070          | Partido Nacionalista Peruano |
| Lima            | Daniel Abugattás            | 119,742         | Partido Nacionalista Peruano |
| Lima            | Jaime Delgado Zegarra       | 119,561         | Independiente                |
| Lima            | Javier Diez Canseco         | 109,702         | Partido Socialista           |
| Lima            | Omar Chehade                | 31,320          | Partido Nacionalista Peruano |
| Lima            | Cenaida Uribe               | 30,839          | Partido Nacionalista Peruano |
| Lima            | Sergio Tejada               | 27,456          | Partido Nacionalista Peruano |
| Lima            | Rosa Mavila León            | 21,559          | Partido Nacionalista Peruano |
| Lima Provincias | Manuel Zerillo Bazalar      | 22,427          | Partido Nacionalista Peruano |
| Lima Provincias | Wilder Ruiz Loayza          | 10,789          | Partido Nacionalista Peruano |
| Loreto          | Víctor Isla Rojas           | 18,131          | Partido Nacionalista Peruano |
| Madre de Dios   | Amado Romero Rodríguez      | 5,915           | Partido Nacionalista Peruano |
| Moquegua        | Jaime Valencia Quiroz       | 8,025           | Independiente                |
| Piura           | Marisol Espinoza            | 34,138          | Partido Nacionalista Peruano |
| Piura           | Leonidas Huayama Neira      | 31,745          | Partido Nacionalista Peruano |
| Piura           | Santiago Gastañadui         | 16,208          | Partido Nacionalista Peruano |
| Puno            | Emiliano Apaza Condori      | 31,916          | Partido Nacionalista Peruano |
| Puno            | Rubén Condori Cusi          | 31,002          | Partido Nacionalista Peruano |
| Puno            | Claudia Coari Mamani        | 19,445          | Partido Socialista           |
| San Martín      | César Yrupailla Montes      | 16,842          | Partido Nacionalista Peruano |
| San Martín      | Esther Saavedra             | 7,961           | Partido Nacionalista Peruano |
| Tacna           | Natalie Condori Jahuira     | 27,654          | Partido Nacionalista Peruano |
| Tacna           | Juan Pari                   | 23,960          | Partido Nacionalista Peruano |
| Ucayali         | Teófilo Gamarra Saldívar    | 15,126          | Partido Nacionalista Peruano |

En la segunda vuelta consiguió 7,937,704 votos (51.45%) y por lo tanto fue proclamada como la lista presidencial ganadora.

## Resultados electorales

### Elecciones presidenciales
|  | 31.72 % |

|  | 51.45 % |

### Elecciones parlamentarias
| Año  | Congresistas | Congresistas     | Congresistas | Posición | Notas |
| Año  | Votos        | %                | Escaños      | Posición | Notas |
| ---- | ------------ | ---------------- | ------------ | -------- | ----- |
| 2011 | 3 245 003    | \| \| 25.27 % \| | 47/130       | 1.º      |       |
|      | 25.27 %      |                  |              |          |       |

### Elecciones al Parlamento Andino
| Año  | Votos     | %                | Escaños | Posición | Notas |
| ---- | --------- | ---------------- | ------- | -------- | ----- |
| 2011 | 2 740 147 | \| \| 27.02 % \| | 2/5     | 1.º      |       |
|      | 27.02 %   |                  |         |          |       |

## Disolución
Después de la renuncia del Presidente del Consejo de Ministros Salomón Lerner por desacuerdos sobre el conflicto socioambiental en Conga, se produjo una división en el seno de Gana Perú. El sector izquierdista de la coalición fue muy crítico con la designación del general Óscar Valdés como sucesor de Lerner y denunció un viraje en la dirección del gobierno. La respuesta de los voceros del Nacionalismo fue igualmente dura y llegó a exigir la renuncia de este sector al grupo parlamentario.
Sorpresivamente en junio de 2012, menos de un año después de haber ganado las elecciones, los congresistas Verónika Mendoza, Javier Diez Canseco y Rosa Mávila anuncian su renuncia a la bancada de Gana Perú. Esta ruptura iniciaría un éxodo de parlamentarios que progresivamente romperían con el Partido Nacionalista, que llegó a perder 19 de los 47 congresistas elegidos en 2011.

## Situación actual
Aunque de iure Gana Perú sigue existiendo como grupo parlamentario, de facto ha desaparecido debido a que todos los partidos que conformaron la alianza, a excepción del Partido Nacionalista, la han abandonado. Un importante grupo de parlamentarios y militantes nacionalistas de izquierda, dejaron de participar de la coalición, para formar varias organizaciones políticas como Democracia Directa, el Movimiento por la Gran Transformación y el Bloque Nacional Popular, agrupados todos en el Congreso de la República con el primer nombre.